# 芭蕉湖
芭蕉湖，位于湖南省岳阳市云溪区云溪乡与岳阳楼区梅溪乡交界处，距离城陵矶约3公里。原为洞庭湖一汊，由于长江流沙淤积和山洪冲击，加之历年对湖畔进行开拓和治理，使湖呈不规则的三角形，面积约20平方公里。系淡水湖。水产有草鱼、青鱼、鲢鱼等。1962年曾在湖上修建有一蓄水堤，长1.5千米，并建有排水闸一座。